# 王仲裕

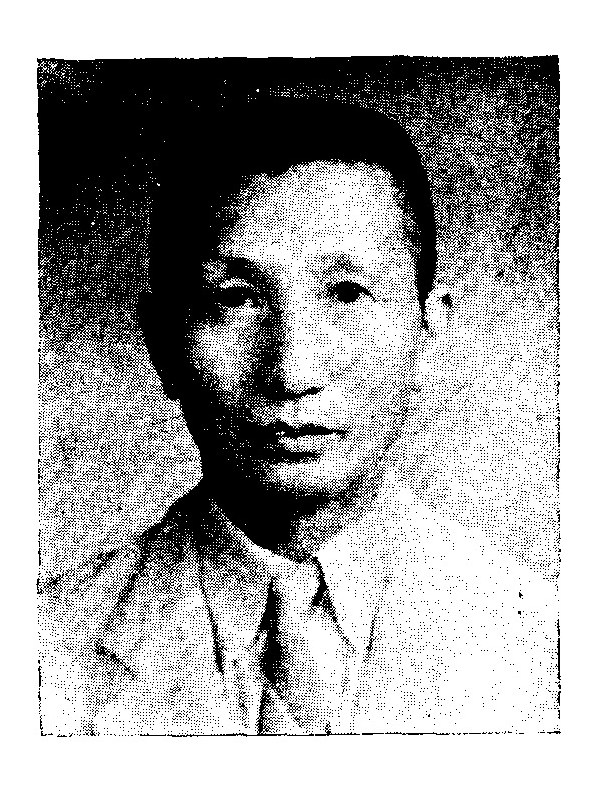
王仲裕近照

王仲裕 （1891年—1981年），原名金绰，字仲裕。山东日照市东港区柳古庄人，国民党早期的政治活动家，创立了孙文主义大同盟，第一届制憲國民大會代表和国民党第一届立法委员会委员，国民党元老谷正纲的密友。

## 生平
早年追随孙中山和丁惟汾。北京中國大學畢業 
俄國孫逸仙大學畢業 （又名莫斯科中山大学，谷正纲同窗）
日本早稻田大學研究院畢業 
日本士官學校肄業 
山東省黨部監察委員、執行委員兼組織部長 
北平特別市黨部執行委員兼工人部長 
中央黨部特派天津交通局主任 
中央政治會議特派山東省政治特務委員 
中央政治委員會經濟專門委員 
國防委員會教育專門委員 
國民參政會參政員 
山東省政府委員兼山東省地方行政幹部人員 
訓練團教育長 
軍事委員會魯蘇戰區黨政分會委員 
制憲國大代表 

## 家族
舅舅丁惟汾。
妻丁氏和潘敬修 （丁氏在产后不久离世。潘敬修 （1901-1982）为上海文治大学毕业，后同先生赴日本入读明治大学）
女王玉芬；王玉琦，美国堪萨斯州立大学毕业，女婿李振钧，病理学家。子王玉京，1938年清华大学毕业，后留学英美，解放后依然留在大陆，是中国首架飞机发动机研制人。